# Zechau
Zechau ist ein Ortsteil von Kriebitzsch im Landkreis Altenburger Land in Thüringen. Seit 1923 bis zur Abbaggerung der Ortsteile in den 1940er bzw. 1950er Jahren war Zechau der Hauptort der Gemeinde Zechau-Leesen.

## Lage

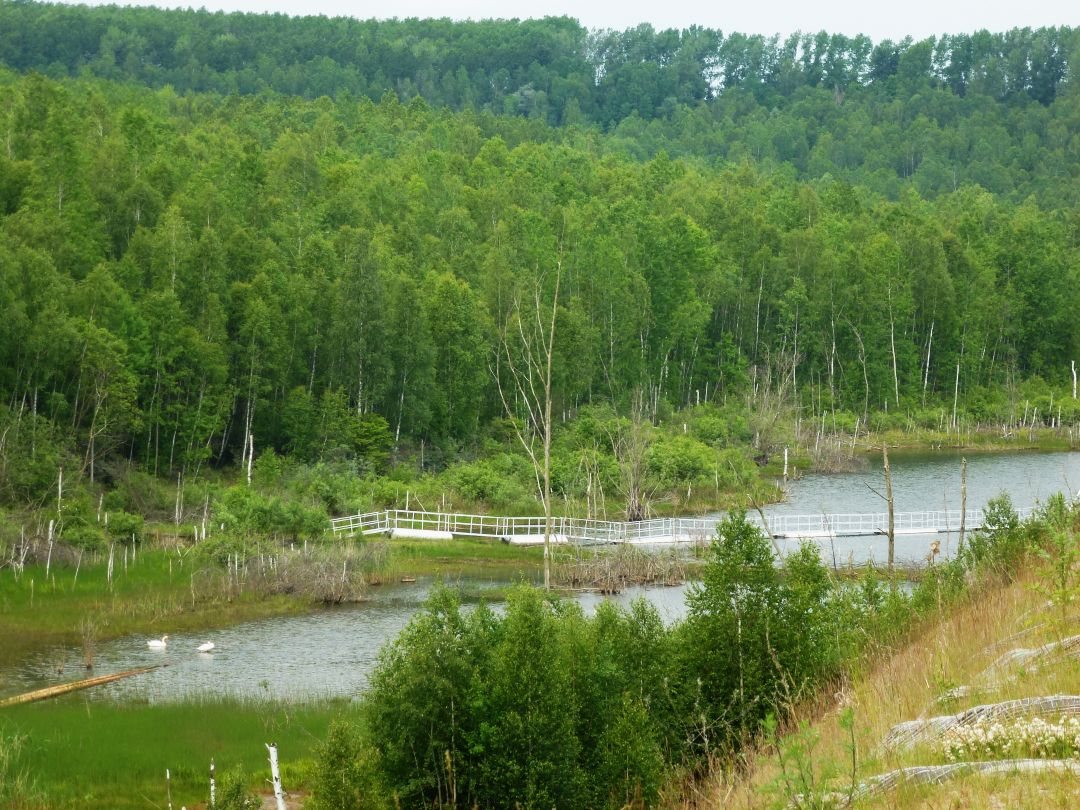
Restloch Zechau

Zechau liegt südlich von Kriebitzsch am Rande der Leipziger Tieflandbucht und am Übergang zum überlössten Zeitzer und Schmöllner Hügelland. Die Landesstraße 1361 führt westlich und die Bundesstraße 180 östlich daran vorbei.
Westlich von Zechau befindet sich das Naturschutzgebiet Restloch Zechau, ein Überbleibsel des Braunkohletagebaus Zechau, dem die Ortsteile Petsa und Leesen zum Opfer fielen.

## Geschichte

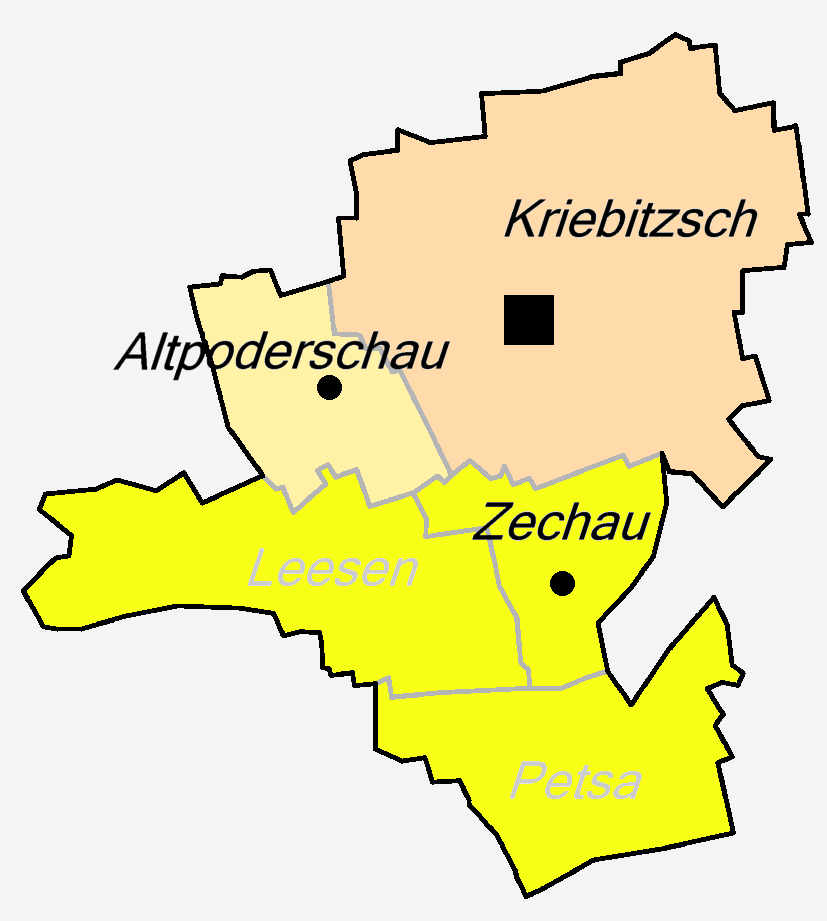
Lage von Zechau in der Gemeinde Kriebitzsch

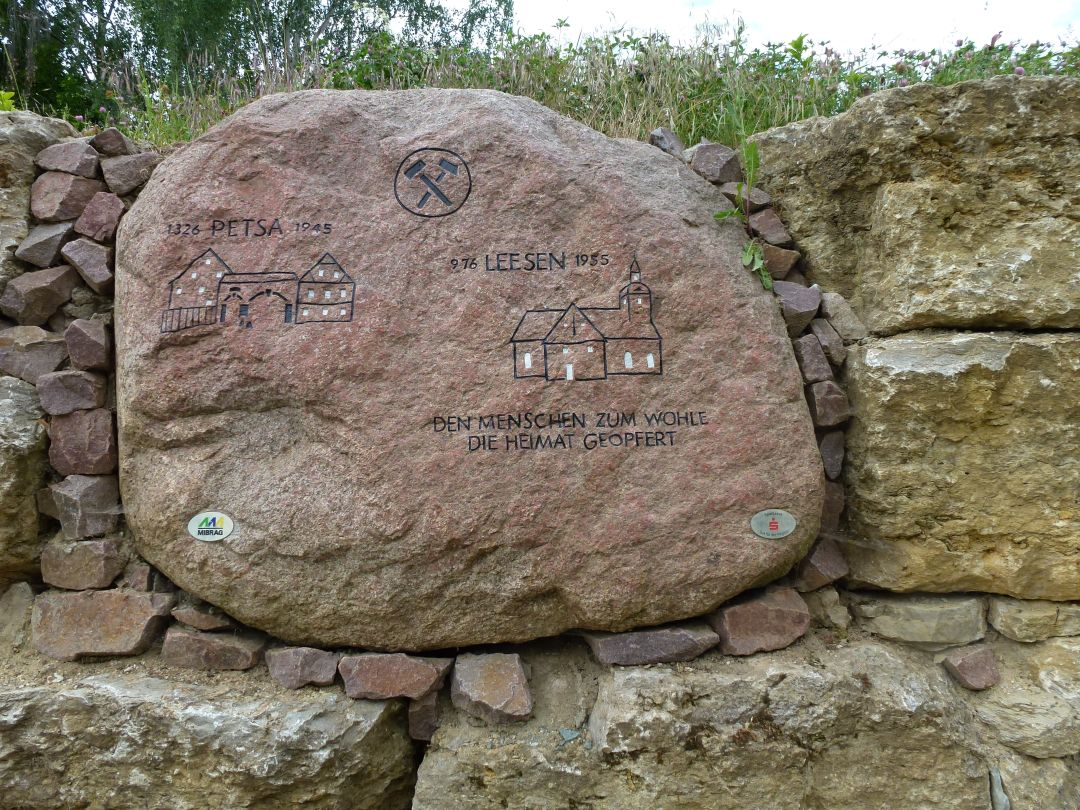
Erinnerung an abgebaggerte Orte

Zechau wurde erstmals in dem zwischen 1181 und 1214 zu datierenden Zehntverzeichnis des Klosters Posa erwähnt. Der Ort gehörte zum wettinischen Amt Altenburg, welches ab dem 16. Jahrhundert aufgrund mehrerer Teilungen im Lauf seines Bestehens unter der Hoheit folgender Ernestinischer Herzogtümer stand: Herzogtum Sachsen (1554 bis 1572), Herzogtum Sachsen-Weimar (1572 bis 1603), Herzogtum Sachsen-Altenburg (1603 bis 1672), Herzogtum Sachsen-Gotha-Altenburg (1672 bis 1826). Bei der Neuordnung der Ernestinischen Herzogtümer im Jahr 1826 kam der Ort wiederum zum Herzogtum Sachsen-Altenburg. Nach der Verwaltungsreform im Herzogtum Sachsen-Altenburg gehörte der Ort bezüglich der Verwaltung zum Ostkreis (bis 1900) bzw. zum Landratsamt Altenburg (ab 1900). Juristisch unterstand das Dorf seit 1879 dem Amtsgericht Altenburg und ab 1906 dem Amtsgericht Meuselwitz. Ab 1918 gehörte Zechau zum Freistaat Sachsen-Altenburg, der 1920 im Land Thüringen aufging. 1922 wurde der Ort dem Landkreis Altenburg angegliedert. Zechau, Leesen und Petsa fusionierten 1923 zur Gemeinde Zechau-Leesen.
Der Braunkohleabbau um das im Süden des Meuselwitz-Altenburger Braunkohlereviers liegende Zechau wurde in der zweiten Hälfte des 19. Jahrhunderts begonnen. Tiefbaugruben waren im Norden des Orts die „Grube Ida Nr. 108“ (1878 bis 1952), im Nordosten die „Grube Baunack Nr. 83“ (1867 bis 1876), im Osten und Süden die „Grube Gertrud Nr. 131“ (1899 bis 1959) und im Südwesten die „Grube Eugen Nr. 132“ (1900 bis 1960). 1898 entstand durch Vereinigung des Gertrud-Schachtes mit dem Glückauf-Schacht bei Kriebitzsch die Aktiengesellschaft Zechau-Kriebitzscher Kohlenwerke „Glückauf“ mit Sitz in Zechau. Weiterhin wurde die Brikettfabrik Gertrud eröffnet, die wie die werkseigene Zuckerfabrik aus dem Tiefbau mit Rohkohle versorgt wurde. Sie war bis 1991 in Betrieb.
Im Tagebau wurde die Kohle zunächst im südwestlich von Zechau liegenden „Tagebau Eugen“ (1911 bis 1915) und dem nordwestlich liegenden „Tagebau Gertrud I“ (1908 bis 1916) gefördert. Etwas später folgte der „Tagebau Gertrud II (Petsa)“ (1914 bis 1932) südlich von Petsa. Der 1931 aufgeschlossene Tagebau Gertrud III (Zechau) näherte sich allmählich der 1923 gebildeten Gemeinde Zechau-Leesen von Südosten. Nachdem 1943/44 der Drehpunkt in den Norden von Petsa verlegt worden war, erfolgte bis 1947 die Aussiedlung der 350 Bewohner des Ortsteils Petsa größtenteils in einen eigens für die Einwohner errichteten Ortsteil in Kriebitzsch. Zwischen 1950 und 1952 traf dieses Schicksal auch die 1310 Einwohner des Ortsteils Leesen und eines Teils von Zechau, die ebenfalls nach Kriebitzsch umgesiedelt wurden. Dies war seinerzeit die größte bergbaubedingte Siedlungsverlegung. Dabei wurden sämtliche Gräber des Friedhofs Zechau-Leesen nach Meuselwitz umgebettet. Nach 1952 wurde die Ortsflur von Leesen überbaggert. Nachdem der Tagebau im Jahr 1959 am westlichen Ortsrand von Zechau wegen Auskohlung zum Stillstand gekommen war, entstand im Bereich von Leesen das heute renaturierte Restloch Zechau. Es ist heute Naturschutzgebiet mit großer ökologischer Bedeutung innerhalb der Bergbaulandschaft südlich von Leipzig. Die ehemalige Ortsflur von Petsa und der durch den Tagebau devastierte Bereich südlich von Zechau wird heute landwirtschaftlich genutzt.
Am 1. August 1977 wurde der einzig verbliebene Ortsteil Zechau der ehemaligen Gemeinde Zechau-Leesen nach Kriebitzsch eingemeindet. In den 1980er Jahren war die Wiederaufnahme des Braunkohleabbaus geplant, welche aber nicht zur Ausführung kam. Dem geplanten „Tagebau Meuselwitz“ zwischen Meuselwitz und Rositz hätte das gesamte Gemeindegebiet von Kriebitzsch einschließlich der Ortslage Zechau und des Gebiets des ehemaligen Tagebaus Zechau weichen müssen. 2012 lebten 100 Einwohner im Ortsteil Zechau.

## Persönlichkeiten
- Anna Elisabeth Behaim (* 9. Januar 1685 in Zechau; † 21. Februar 1716 in Hirschfeld), Dichterin
- Walter Libuda (* 24. Juni 1950 in Zechau-Leesen; † 6. Juli 2021 in Berlin), Maler, Zeichner, Plastiker und Objektkünstler